# Агон Кутенвил
Агон Кутенвил (фр. Agon-Coutainville) насеље је и општина у северној Француској у региону Доња Нормандија, у департману Манш која припада префектури Кутанс.
По подацима из 2011. године у општини је живело 2.842 становника, а густина насељености је износила 230,12 становника/km². Општина се простире на површини од 12,35 km². Налази се на средњој надморској висини од 36 метара (максималној 49 m, а минималној 0 m).

## Демографија
| 1962. | 1968. | 1975. | 1982. | 1990. | 1999. | 2011. |
| ----- | ----- | ----- | ----- | ----- | ----- | ----- |
| 2.219 | 2.280 | 2.349 | 2.321 | 2.510 | 2.723 | 2.842 |

График промене броја становника у току последњих година